# Театр дождей
Театр Дождей — государственный драматический театр в Санкт-Петербурге, основанный в 1989 году Натальей Никитиной.
Юридическая форма: «Театр Дождей», филиал СПб ГБУК «Санкт-Петербургский Молодежный театр на Фонтанке»

## История театра
Основан осенью 1989 года Натальей Никитиной и группой единомышленников. Разместился в маленьком помещении (45 зрительских мест) на берегу Фонтанки — бывшем красном уголке ремонтно-эксплуатационного управления № 13 (РЭУ-13). Датой рождения театра принято считать 7 января 1990 года — в Рождество был сыгран первый спектакль «Тик-так, тик-так, время — это не пустяк» для детей. В 1994 году Театр Дождей вошёл в состав Молодёжного театра в качестве экспериментальной сцены, затем получил более автономный статус — филиала (обособленное структурное подразделение СПб ГБУК (государственного бюджетного учреждения культуры) «Молодежный театр на Фонтанке» — «Театр Дождей»), театр ведет творчески независимую самостоятельную жизнь.
Основной репертуар театра составляют произведения мировой классической драматургии: «Чайка», «Три сестры», «Дядя Ваня» А. П. Чехова, «На дне» Максима Горького, «Продавец дождя» Ричарда Нэша, «Опасный поворот» Дж. Б. Пристли, «Дом, где разбиваются сердца» Бернарда Шоу. «Чайка» — первая самостоятельная работа Натальи Никитиной, спектакль поставлен в 1986 году ещё на сцене театра «Суббота». Другой спектакль — «Дом, который построил Свифт» по пьесе Григория Горина — имеет две даты рождения. Впервые он был поставлен Натальей Никитиной ещё на сцене театра «Суббота» в 1988 году. Затем, после ухода из театра большой части труппы во главе с Никитиной и создания в 1990 году Театра Дождей, у постановки был перерыв. В 1992 году «Дом, который построил Свифт» принял участие в Международном фестивале «Зимний Авиньон». И лишь в 1997 году, 24 мая, спектакль был возрожден в Театре Дождей, где и идет с неизменными аншлагами по сей день.
В мае 2000 года труппа со спектаклем «Дом, который построил Свифт» побывала на гастролях в Москве, где познакомилась с автором этой театральной фантазии — Григорием Гориным. Оценка драматурга стала высшей похвалой для создателей и актёров спектакля: «Я впервые увидел пьесу практически так, как я ее написал. Это очень для автора приятно…».
Театр неоднократно участвовал в различных фестивалях, представлял Петербург на I Международном фестивале на родине А. П. Чехова в Таганроге, стал лауреатом Международного фестиваля «Зимний Авиньон» и др. О «Театре Дождей» на телевидении создано несколько передач: РТР — «Артобстрел», в 2000 году передача о юбилее театра — «Люди. Годы. Жизни», на ТВ «Петербург» снята телеверсия спектакля «Три сестры», передача «Театральный бинокль», сюжеты в выпусках Информ-TV, «Деталях», а также другие сюжеты на каналах РТР, НТВ, ТВ-6 Москва, «Культура».
В 1997 году поставлен первый из спектаклей театра для детей — «Снежная королева» по пьесе Евгения Шварца. Вторая «детская» постановка театра — «Rag Dolly» (Тряпичная кукла) по пьесе Уильяма Гибсона — осуществлена в 2002 году при поддержке Комитета по культуре и стала победителем на XI фестивале «Театры Санкт-Петербурга — детям» среди камерных театров. Ещё один детский спектакль — «Дикий» по пьесе Владимира Синакевича (2008 год).
В 2000 году, на десятилетие театра, была учреждена специальная премия «Белая ворона», которой награждались лучшие актёры, художники, хореографы, композиторы и другие создатели спектаклей «Театра Дождей».
Постановка «Поминальная молитва», премьера которой состоялась 27 мая 2003 года, завоевала такую любовь зрителей, что театру пришлось искать более вместительный зал для проката спектакля. Долгое время «Дом, который построил Свифт» и «Поминальная молитва» игрались на малой сцене Театра имени Ленсовета.
Весной 2004 года художественный руководитель театра Наталья Никитина стала победителем на первом фестивале «Режиссёр — профессия женская» — она получила награду в номинации «От мужчин режиссёров — за любовь к актёрам» и специальный приз от ассоциации «Женщины и Бизнес» — за постоянные аншлаги на спектаклях.
В 2010 году была закрыта на реконструкцию малая сцена театра имени Ленсовета. Спектакли «Тряпичная кукла», «Продавец дождя», «Опасный поворот», «Поминальная молитва» играли в Театральном центре на Коломенской и на малой сцене Санкт-Петербургского мюзик-холла.
20 февраля 2010 состоялась премьера спектакля «Отражения на мокром асфальте» по пьесе Петера Хирхе «Редчайшая история о любви» — режиссёрский дебют Елены Кохоновер.
11 декабря 2010 года состоялась премьера спектакля «Эшелон» по одноимённой пьесе М. Рощина.
В 2012 году состоялась премьера «Дяди Вани» — третьего чеховского спектакля в репертуаре театра. Спектакль получил диплом лауреата в номинации «За сохранение чеховских традиций» на V международном фестивале «Театр. Чехов. Ялта».
Премьера 2013 года «Белые флаги» по роману классика грузинской литературы Нодара Думбадзе состоялась не на камерной сцене самого театра, а на большой сцене Молодёжного театра на Фонтанке. Постановка Натальи Никитиной, а в качестве режиссёра дебютировал артист театра Илья Божко. «Белые флаги» были представлены на высшую театральную премию Санкт-Петербурга «Золотой софит» в номинации «Лучший актерский ансамбль».
В апреле 2014 года Театр Дождей со спектаклем «Дядя Ваня» представлял Петербург на II международном фестивале «Театральное искусство Эпохи счастья» (Туркменистан, Ашхабад).
27 декабря 2015 года состоялась премьера спектакля «Игра в каникулы» по пьесе Михаила Себастьяна. В 2017 году спектакль перенесен с камерной сцены на Фонтанке, 130 на малую сцену Молодёжного театра на Фонтанке.
Дважды Театр Дождей выступал на Театральном фестивале «Мелиховская весна» — в мае 2015 и 2016 годов — со спектаклями «Чайка» и «Дядя Ваня»
В ноябре 2017 года Театр Дождей выпустил премьеру спектакля для семейного просмотра «Правда, мы будем всегда?..» по сказкам Сергея Козлова и стихам Геннадия Алексеева.
30 и 31 марта 2018 года Театр Дождей представил на гастролях в Москве «Дни драматургии Григория Горина»: две постановки Театра Дождей: «…Забыть Герострата!» и «Поминальная молитва» прошли при полных аншлагах.
18 апреля 2018 года спектакль «Правда, мы будем всегда?..» получил три премии XXVII фестиваля «Театры Санкт-Петербурга — детям»: Дарина Смирнова-Прохорук — за сценографию и костюмы; Яна Кривуля и Софья Бетехтина — за актёрский дуэт (Ёжик и Медвежонок); а также Диплом фестиваля за спектакль «Правда, мы будем всегда?..»
8 декабря Театр Дождей выпустил премьеру-восстановление спектакля «Дом, где разбиваются сердца» Бернарда Шоу.

## Репертуар[7]
- 1986 — «Чайка», А. П. Чехов, премьера спектакля состоялась на сцене театра «Суббота»
- 1990 — «Последняя женщина сеньора Хуана», Леонид Жуховицкий
- 1991 — «Три сестры», А. П. Чехов
- 1992 — «Продавец дождя», Н. Ричард Нэш. Этот спектакль можно назвать визитной карточкой театра
- 1993 — «Ехай», Нина Садур, постановка и сценография Владимира Кутейникова
- 1994 — «Опасный поворот», Джон Б. Пристли
- 1997 — «Дом, который построил Свифт», Григорий Горин. Это вторая редакция спектакля, впервые поставленного в театре «Суббота» в 1988 году
- 1999 — «Эвридика», Жан Ануй
- 2001 — «Дом, где разбиваются сердца», Джордж Бернард Шоу
- 2003 — «Поминальная молитва», Григорий Горин
- 2005 — «На дне», Максим Горький
- 2006 — «…Забыть Герострата!», Григорий Горин
- 2007 — «От красной крысы до зеленой звезды», А. Слаповский, реж. Сергей Рубашкин, художественный руководитель постановки Наталья Никитина
- 2009 — «Странная миссис Сэвидж», Джон Патрик
- 2010 — «Отражения на мокром асфальте», по пьесе Петера Хирхе «Редчайшая история о любви», постановка Елены Кохоновер
- 2010 — «Эшелон», Михаил Рощин
- 2012 — «Дядя Ваня», А. П. Чехов
- 2013 — «Белые флаги», по роману Нодара Думбадзе, постановка Натальи Никитиной, автор инсценировки и сценографии Илья Божко
- 2015 — «Игра в каникулы», Михаил Себастьян
- 2017 — «На берегах Невы», Ирина Одоевцева, постановка Александра Иванова
- 2018 — «Дом, где разбиваются сердца», Джордж Бернард Шоу (восстановление спектакля, вторая редакция)
- 2018 — «Хотят ли русские войны?..» — концерт песен о войне и мире, и песен военных лет
- 2019 — «Женский вопрос», Тэффи, постановка Александра Иванова

### Спектакли для детей
- 1997 — «Снежная королева», Евгений Шварц
- 2002 — «Rag Dolly (Тряпичная кукла)», Уильям Гибсон
- 2008 — «Дикий», В. Синакевич (по мотивам сказки Андерсена «Гадкий утёнок»)
- 2014 — «О. Днажды…» (Сказки каменных джунглей), по рассказам О. Генри в инсценировке Елены Кохоновер, постановка Натальи Никитиной и Елены Кохоновер
- 2017 — «Правда, мы будем всегда?..» по сказкам Сергея Козлова и стихам Геннадия Алексеева в инсценировке Инны Левинтан и Анастасии Нестеренко. Постановка Натальи Никитиной